# Aspach-le-Bas
Pour les articles homonymes, voir Aspach.
Aspach-le-Bas (prononcé [aspak lə ba]  ; en alsacien Unteràschbàch) est une commune située dans l'aire d'attraction de Mulhouse et faisant partie de la collectivité européenne d'Alsace (circonscription administrative du Haut-Rhin), en région Grand Est.
Cette commune se trouve dans la région historique et culturelle d'Alsace.

## Géographie

### Localisation

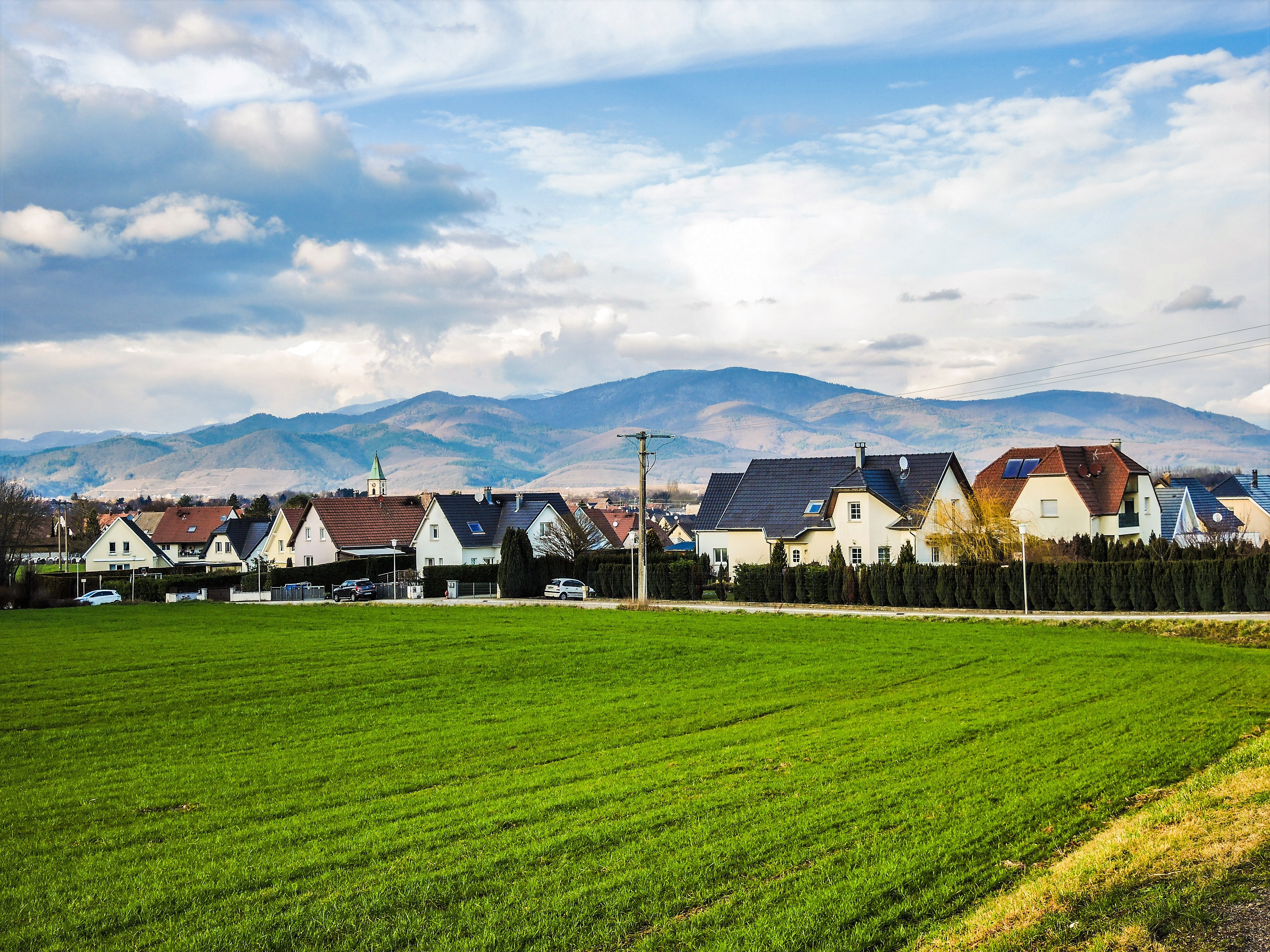
Aspach-le-Bas, vu du calvaire.

Aspach-le-Bas fait partie du canton de Cernay et de l'arrondissement de Thann-Guebwiller. Les habitants sont appelés les Bas-Aspachois.
Thann est à 7 km, Cernay à 6 km, l'entrée de l'autoroute A36 à 4,5 km.
| Aspach-Michelbach |                   | Cernay             |
|                   | Aspach-le-Bas     |                    |
| Guewenheim        | Burnhaupt-le-Haut | Schweighouse-Thann |

### Hydrographie

#### Réseau hydrographique
La commune est dans le bassin versant du Rhin au sein du bassin Rhin-Meuse. Elle est drainée par le Michelbach, le Baerenbach,,.

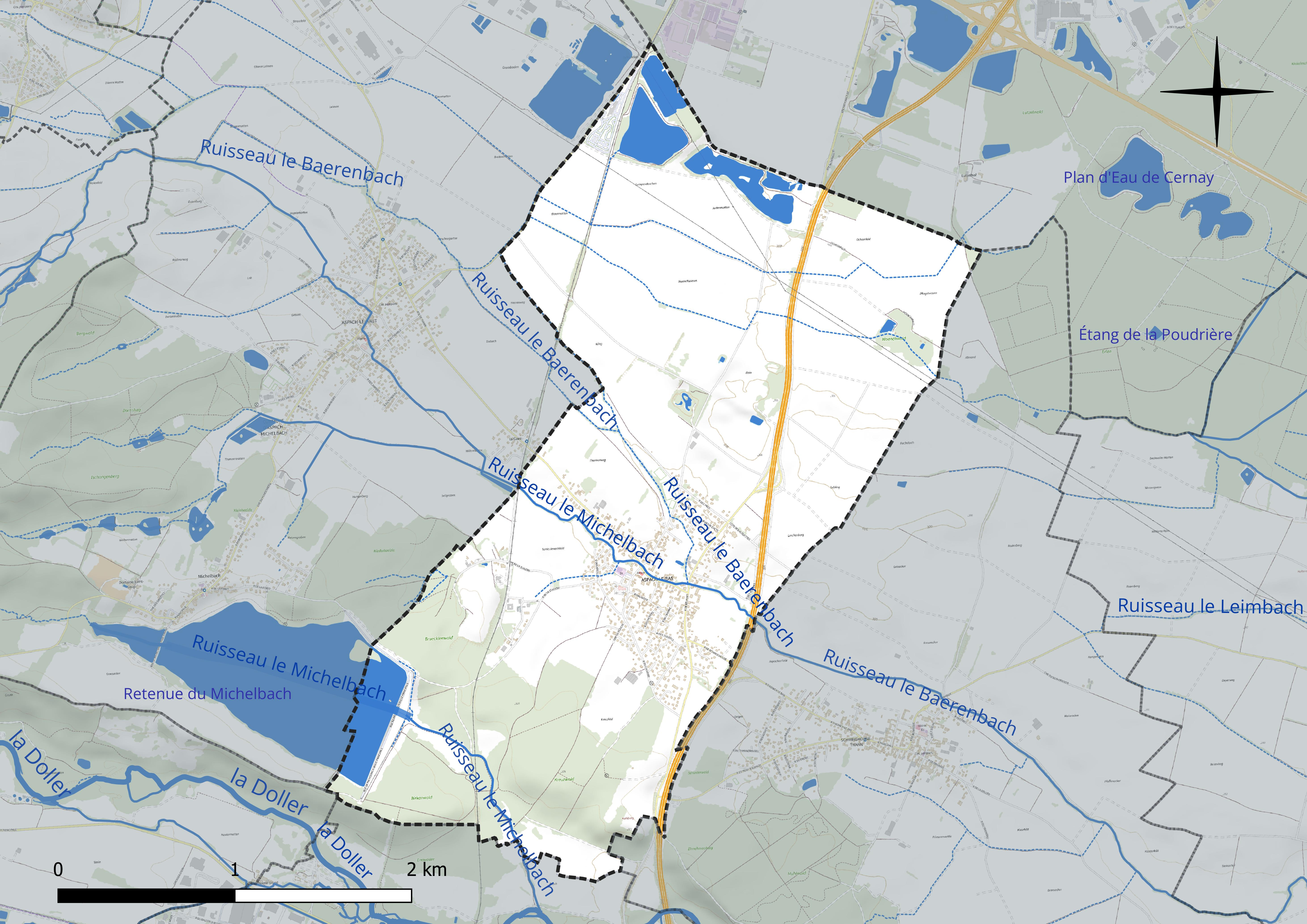
Réseau hydrographique d'Aspach-le-Bas.

Un plan d'eau complète le réseau hydrographique : la retenue du Michelbach, d'une superficie totale de 80,6 ha (14,3 ha sur la commune),.
La commune est intégrée dans le bassin-versant de la Doller et à ce titre fait l'objet d'un Plan de prévention du risque inondation qui s’étire de Sewen à Mulhouse, avec trois sous bassins-versants.

#### Gestion et qualité des eaux
Le territoire communal est couvert par le schéma d'aménagement et de gestion des eaux (SAGE) « Doller ». Ce document de planification concerne le bassin versant de la Doller dont le territoire s’étend sur 280 km2. Il a été approuvé le 15 janvier 2020. La structure porteuse de l'élaboration et de la mise en œuvre est le syndicat mixte « Rivières de Haute-Alsace ».
La qualité des cours d’eau peut être consultée sur un site dédié géré par les agences de l’eau et l’Agence française pour la biodiversité.

### Climat
Pour des articles plus généraux, voir Climat du Grand Est et Climat du Haut-Rhin.
En 2010, le climat de la commune est de type climat des marges montargnardes, selon une étude du Centre national de la recherche scientifique s'appuyant sur une série de données couvrant la période 1971-2000. En 2020, Météo-France publie une typologie des climats de la France métropolitaine dans laquelle la commune est exposée à un climat semi-continental et est dans la région climatique Vosges, caractérisée par une pluviométrie très élevée (1 500 à 2 000 mm/an) en toutes saisons et un hiver rude (moins de 1 °C).
Pour la période 1971-2000, la température annuelle moyenne est de 10,2 °C, avec une amplitude thermique annuelle de 17,8 °C. Le cumul annuel moyen de précipitations est de 880 mm, avec 10 jours de précipitations en janvier et 9,5 jours en juillet. Pour la période 1991-2020, la température moyenne annuelle observée sur la station météorologique de Météo-France la plus proche, « Bits.-lès-Thann », sur la commune de Bitschwiller-lès-Thann à 9 km à vol d'oiseau, est de 10,0 °C et le cumul annuel moyen de précipitations est de 1 309,4 mm. 
La température maximale relevée sur cette station est de 38,9 °C, atteinte le 7 août 2015 ; la température minimale est de −19,5 °C, atteinte le 12 janvier 1987,,.
Les paramètres climatiques de la commune ont été estimés pour le milieu du siècle (2041-2070) selon différents scénarios d'émission de gaz à effet de serre à partir des nouvelles projections climatiques de référence DRIAS-2020. Ils sont consultables sur un site dédié publié par Météo-France en novembre 2022.

## Urbanisme

### Typologie
Au 1er janvier 2024, Aspach-le-Bas est catégorisée bourg rural, selon la nouvelle grille communale de densité à sept niveaux définie par l'Insee en 2022.
Elle est située hors unité urbaine. Par ailleurs la commune fait partie de l'aire d'attraction de Mulhouse, dont elle est une commune de la couronne,. Cette aire, qui regroupe 132 communes, est catégorisée dans les aires de 200 000 à moins de 700 000 habitants,.

### Voies de communications et transports
Au XVIIIe siècle, Aspach-le-Bas disposait d'un relais de poste sur l'axe Strasbourg-Lyon. Ce relais, sous la férule de la dynastie Zimmermann durant 5 générations, a été détruit durant la Première Guerre mondiale.

## Toponymie
Le nom provient du vieux haut allemand Aspa, tremble et Aba = cours d'eau.
La commune se nomme Neder-Àschpi en alsacien.

## Histoire
Aspach-le-Bas se situait sur la voie romaine de Mandeure à Vieux-Brisach.
Une motte féodale relevant des Habsbourg est citée en 1361.
Au Moyen Âge, vers 1302, Aspach-le-Bas est appelé Aspach inferior et forme alors avec Aspach-le-Haut et le hameau disparu d'Erbenheim un même village faisant partie de la juridiction de Thann à partir du XIVe siècle. En 1398, Léopold d'Autriche, seigneur du village, cède à deux de ses vassaux une rente annuelle sur la taverne d'Aspach-le-Bas.
La guerre de 1914-1918 a été particulièrement destructrice et toutes les constructions ont été « rasées ». Les maisons le plus souvent à l'identique de ce qui existait avant la guerre. Cette reconstruction fut terminée par l’édification de l’église en 1927.
Le village est occupé durant la Seconde Guerre mondiale, et libéré à la fin de l’année 1944.
Au cours de cette période, 25 % des immeubles ont été à nouveau détruits.
La commune a été décorée, le 2 novembre 1921, de la croix de guerre 1914-1918.

## Politique et administration

### Découpage territorial
La commune d'Aspach-le-Bas est membre de la communauté de communes de Thann-Cernay , un établissement public de coopération intercommunale (EPCI) à fiscalité propre créé le 31 décembre 2012 dont le siège est à Cernay. Ce dernier est par ailleurs membre d'autres groupements intercommunaux.
Sur le plan administratif, elle est rattachée à l'arrondissement de Thann-Guebwiller, à la circonscription administrative de l'État du Haut-Rhin, en tant que circonscription administrative de l'État, et à la région Grand Est.
Sur le plan électoral, elle dépendait jusqu'en 2020 du  canton de Cernay pour l'élection des conseillers départementaux au sein du conseil départemental du Haut-Rhin. Depuis le 1er janvier 2021, elle dépend du même canton pour l'élection des conseillers d'Alsace au sein de la collectivité européenne d'Alsace.

### Liste des maires
| Période                                  | Période                   | Identité                                      | Étiquette | Qualité  |
| ---------------------------------------- | ------------------------- | --------------------------------------------- | --------- | -------- |
| mars 2001                                | mars 2014                 | Georges Kauffmann                             | UMP       |          |
| mars 2014                                | En cours (au 31 mai 2020) | Maurice Lemblé Réélu pour le mandat 2020-2026 | DVD       | Retraité |
| Les données manquantes sont à compléter. |                           |                                               |           |          |

### Budget et fiscalité 2015
En 2015, le budget de la commune était constitué ainsi :
- total des produits de fonctionnement : 719 000 €, soit 536 € par habitant ;
- total des charges de fonctionnement : 639 000 €, soit 476 € par habitant ;
- total des ressources d'investissement : 295 000 €, soit 220 € par habitant ;
- total des emplois d'investissement : 106 000 €, soit 79 € par habitant ;
- endettement : 71 000 €, soit 53 € par habitant.

Avec les taux de fiscalité suivants :
- taxe d'habitation : 8,05 % ;
- taxe foncière sur les propriétés bâties : 10,83 % ;
- taxe foncière sur les propriétés non bâties : 76,32 % ;
- taxe additionnelle à la taxe foncière sur les propriétés non bâties : 0,00 % ;
- cotisation foncière des entreprises : 0,00 %.

## Population et société

### Démographie
L'évolution du nombre d'habitants est connue à travers les recensements de la population effectués dans la commune depuis 1793. Pour les communes de moins de 10 000 habitants, une enquête de recensement portant sur toute la population est réalisée tous les cinq ans, les populations de référence des années intermédiaires étant quant à elles estimées par interpolation ou extrapolation. Pour la commune, le premier recensement exhaustif entrant dans le cadre du nouveau dispositif a été réalisé en 2006.

En 2022, la commune comptait 1 273 habitants, en évolution de −4,36 % par rapport à 2016 (Haut-Rhin : +0,66 %, France hors Mayotte : +2,11 %).
| 1793 | 1800 | 1806 | 1821 | 1831 | 1836 | 1841 | 1846 | 1851 |
| ---- | ---- | ---- | ---- | ---- | ---- | ---- | ---- | ---- |
| 518  | 524  | 449  | 563  | 624  | 645  | 680  | 682  | 642  |

| 1856 | 1861 | 1866 | 1871 | 1875 | 1880 | 1885 | 1890 | 1895 |
| ---- | ---- | ---- | ---- | ---- | ---- | ---- | ---- | ---- |
| 648  | 617  | 587  | 563  | 546  | 585  | 599  | 555  | 517  |

| 1900 | 1905 | 1910 | 1921 | 1926 | 1931 | 1936 | 1946 | 1954 |
| ---- | ---- | ---- | ---- | ---- | ---- | ---- | ---- | ---- |
| 551  | 515  | 526  | 254  | 462  | 496  | 460  | 389  | 502  |

| 1962 | 1968 | 1975 | 1982 | 1990 | 1999  | 2006  | 2011  | 2016  |
| ---- | ---- | ---- | ---- | ---- | ----- | ----- | ----- | ----- |
| 509  | 518  | 655  | 746  | 869  | 1 080 | 1 250 | 1 314 | 1 331 |

| 2021  | 2022  | - | - | - | - | - | - | - |
| ----- | ----- | - | - | - | - | - | - | - |
| 1 288 | 1 273 | - | - | - | - | - | - | - |

## Culture locale et patrimoine

### Lieux et monuments
- La mairie[33].

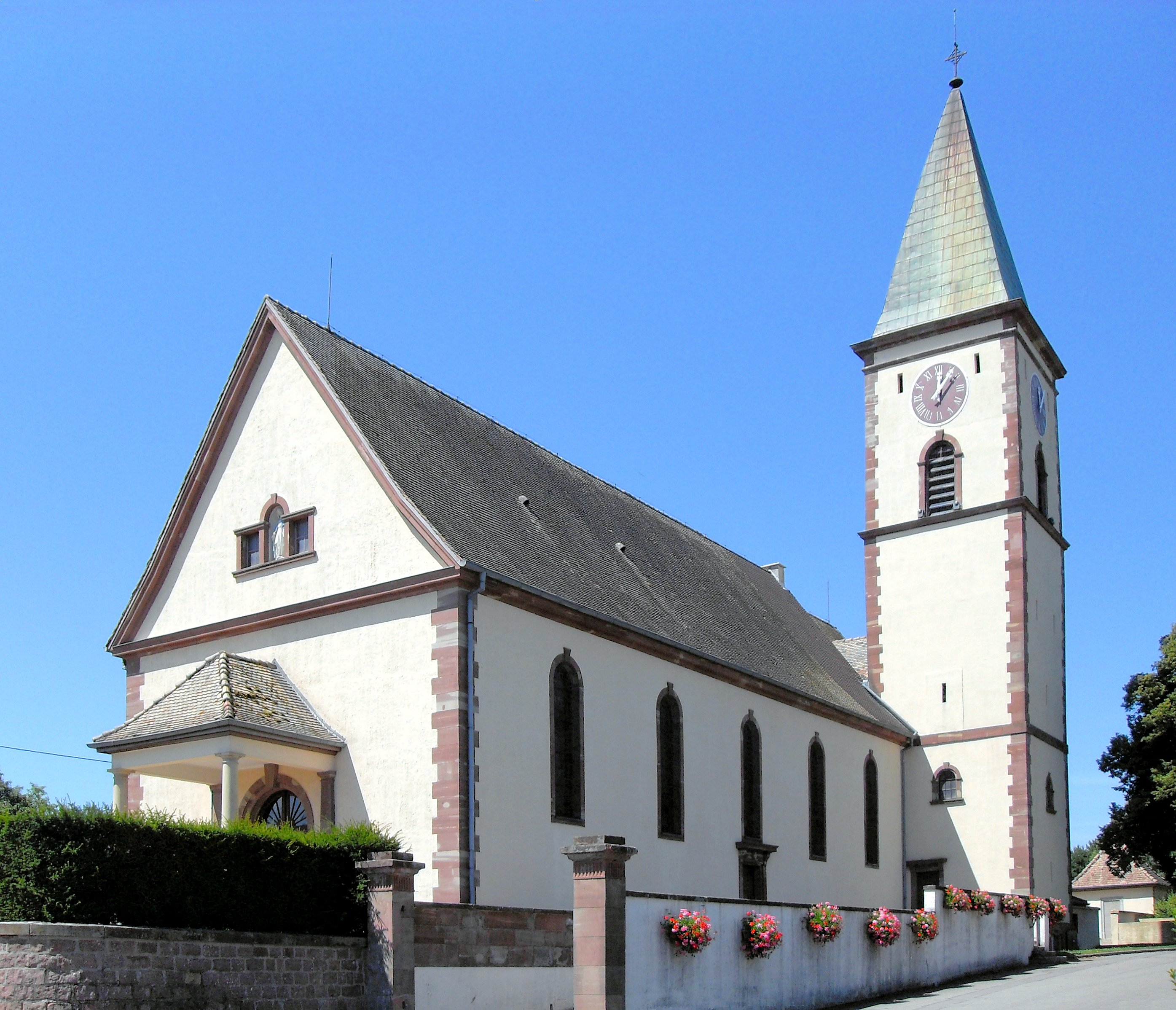
L'église Saint-Pierre.

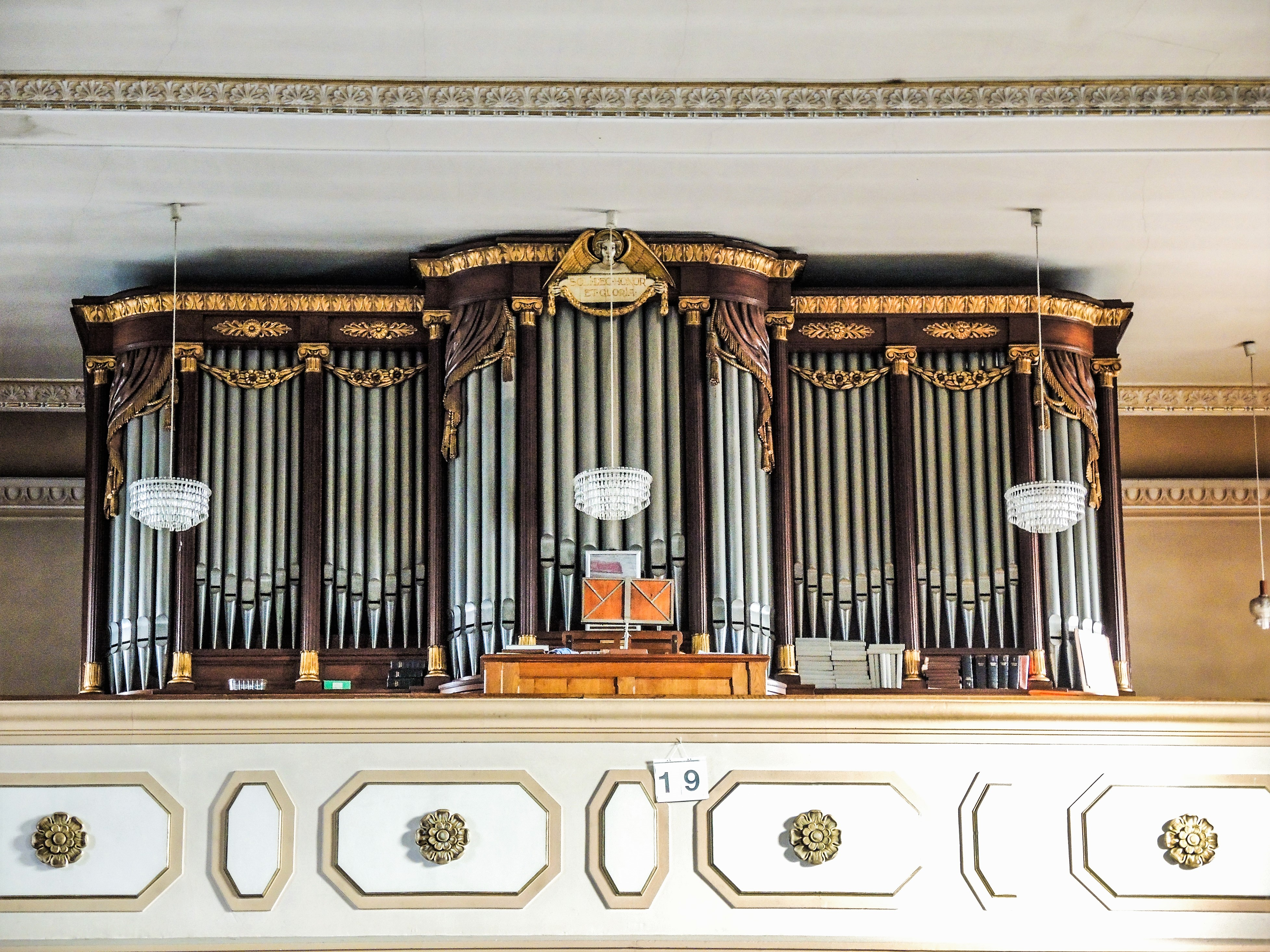
Orgue de l'église Saint-Pierre d'Aspach-le-Bas.

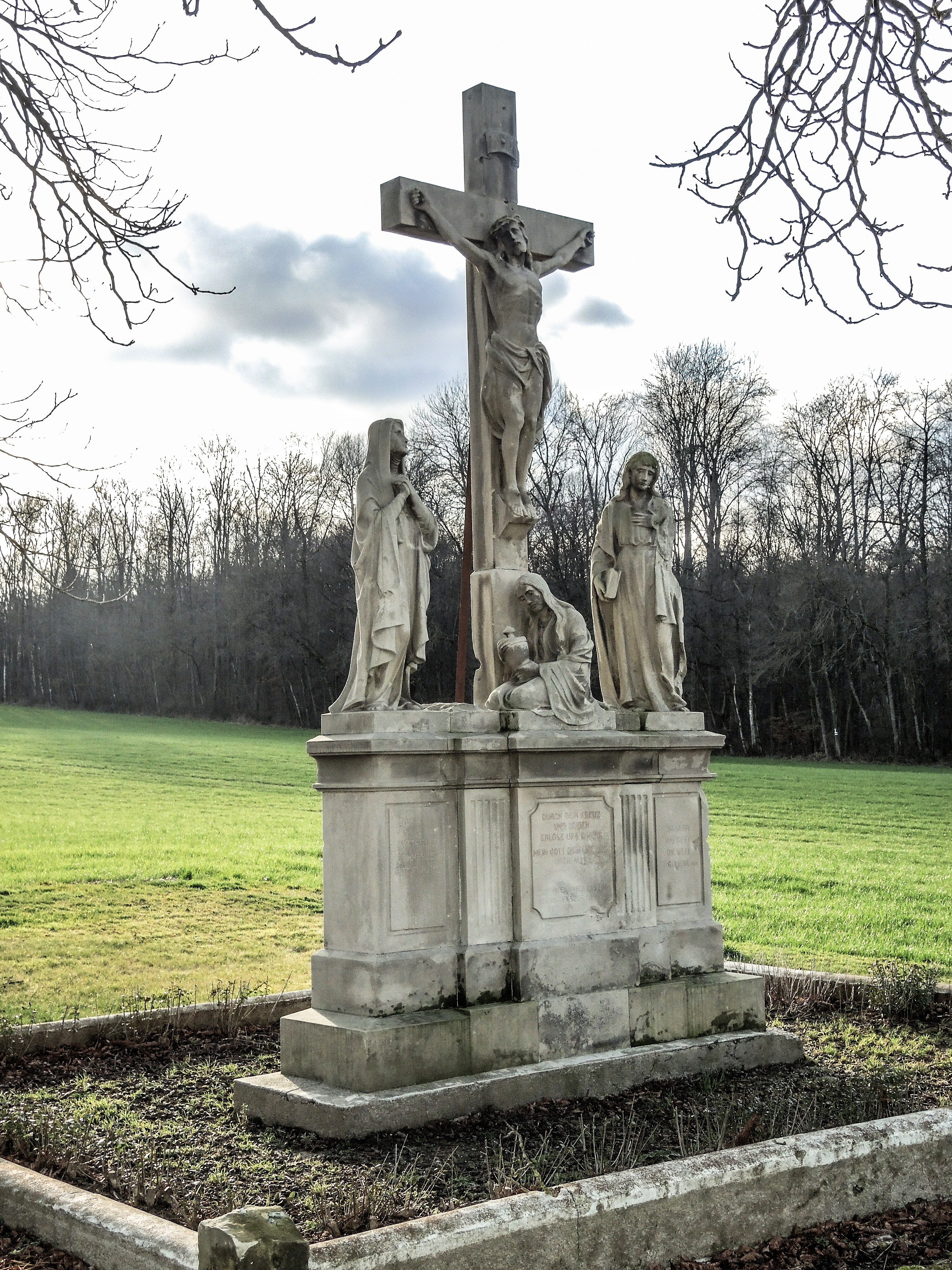
Calvaire d'Aspach-le-Bas.

- L'église paroissiale Saint-Pierre[34], reconstruite en 1927 sous la direction de la Société coopérative de reconstruction des églises catholiques du Haut-Rhin et sur les plans des architectes Horn et Voegtlin[35],

son orgue,
le presbytère, actuellement maison.
- Monuments commémoratifs[38] :

Monument aux morts devant l'église,
Plaque commémorative 1914-1918,
Monument funéraire de François Ignace Zimmermann.
- Auberge et magasin de commerce[40].
- Fermes[41],[42],[43].
- Maison[44].

### Héraldique
| Blason d'Aspach-le-Bas | Les armes d'Aspach-le-Bas se blasonnent ainsi : « D'argent au tremble arraché de sinople, à l'onde d'azur mouvant de la pointe. » |